# Augochlora transversalis
Augochlora transversalis là một loài Hymenoptera trong họ Halictidae. Loài này được Sandhouse & Cockerell mô tả khoa học năm 1924.